# والابی دم‌سوزنی شمالی
والابی دم‌سوزنی شمالی (نام علمی: Onychogalea unguifera) نام یک گونه از سرده والابی دم‌سوزنی است.